# The Economic Times
The Economic Times é um jornal diário indiano voltado para negócios. É propriedade do The Times Group. O Economic Times começou a ser publicado em 1961. Em 2012, é o segundo jornal de negócios em inglês mais lido no mundo, depois do The Wall Street Journal, com um público de mais de 800.000 leitores. É publicado simultaneamente em 14 cidades: Mumbai, Bangalore, Delhi, Chennai, Kolkata, Lucknow, Hyderabad, Jaipur, Ahmedabad, Nagpur, Chandigarh, Pune, Indore e Bhopal . Seu conteúdo principal é baseado na economia indiana, finanças internacionais, preços de ações, preços de commodities, bem como outros assuntos relacionados a finanças. Este jornal é publicado pela Bennett, Coleman &amp; Co. Ltd. O editor fundador do jornal quando foi lançado em 1961 foi PS Hariharan. O atual editor do The Economic Times é Bodhisattva Ganguli.
O Economic Times é vendido em todas as principais cidades da Índia.  Em junho de 2009, lançou um canal de televisão chamado ET Now.

## Editores
- 1960 e 1970: PS Hariharan (1961-1964), DK Rangnekar (1964-1979)
- 1980: Hannan Ezekiel, Manu Shroff (1985–1990)
- Do início a meados de 1990: Jaideep Bose,[7] TN Ninan,[8] Swaminathan Anklesaria Aiyar
- 2004: Rajrishi Singhal e Rahul Joshi
- 2010 a 2015: Rahul Joshi[9]
- 2015-presente: Bodhisatva Ganguli[10]